# José Azueta
José Azueta é uma localidade do estado de Guerrero, no México.